# Aleksandr Litwinczew
Aleksandr Litwinczew (ros. Александр Литвинчев; ur. 21 marca 1972 w Moskwie) – rosyjski wioślarz.

## Osiągnięcia
- Mistrzostwa Świata – Tampere 1995 – czwórka bez sternika – 16. miejsce[1].
- Mistrzostwa Świata – Glasgow 1996 – czwórka ze sternikiem – 3. miejsce[1].
- Mistrzostwa Świata – Aiguebelette 1997 – czwórka bez sternika – 9. miejsce[1].
- Mistrzostwa Świata – St. Catharines 1999 – ósemka – 3. miejsce[1].
- Igrzyska Olimpijskie – Sydney 2000 – ósemka – 9. miejsce[1].
- Mistrzostwa Świata – Lucerna 2001 – ósemka – 8. miejsce[1].
- Mistrzostwa Świata – Sewilla 2002 – ósemka – 10. miejsce[1].
- Mistrzostwa Świata – Mediolan 2003 – czwórka bez sternika – 8. miejsce[1].
- Igrzyska Olimpijskie – Ateny 2004 – czwórka bez sternika – 11. miejsce[1].
- Mistrzostwa Świata – Gifu 2005 – ósemka – 6. miejsce[1].
- Mistrzostwa Świata – Eton 2006 – ósemka – 7. miejsce[1].
- Mistrzostwa Świata – Monachium 2007 – ósemka – brak[1][2].
- Mistrzostwa Europy – Montemor-o-Velho 2010 – ósemka – 5. miejsce[1].